# Tormenta tropical Hermine (1980)
La tormenta tropical Hermine fue el undécimo ciclón tropical, y la octava tormenta con nombre de la temporada de 1980. Hermine se formó a partir de una onda tropical proveniente de la costa africana el 11 de septiembre. Empezó a cruzar el Caribe en los siguientes días. Por último, el 20 de septiembre, una circulación bien definida se hizo presente, lo que permitió que el sistema fuera clasificado como la depresión tropical Once. En los siguientes días, se fortaleció y fue nombrada como la tormenta tropical Hermine y casi se convirtió en un huracán antes de tocar tierra en Belice como una tormenta tropical fuerte.
Hermine surgió en el Golfo de México el 23 de septiembre. La tormenta tropical Hermine comenzó a volver a fortalecerse un poco, casi alcanzando la categoría de huracán de nuevo el 24 de septiembre. Tocó tierra en México continental el 24 de septiembre antes de que pudiera convertirse en huracán. La tormenta tropical Hermine se disipó sobre México el 26 de septiembre. Causó algunas inundaciones en México y América Central, aunque no hay informes de daños o víctimas mortales.

## Historia meteorológica

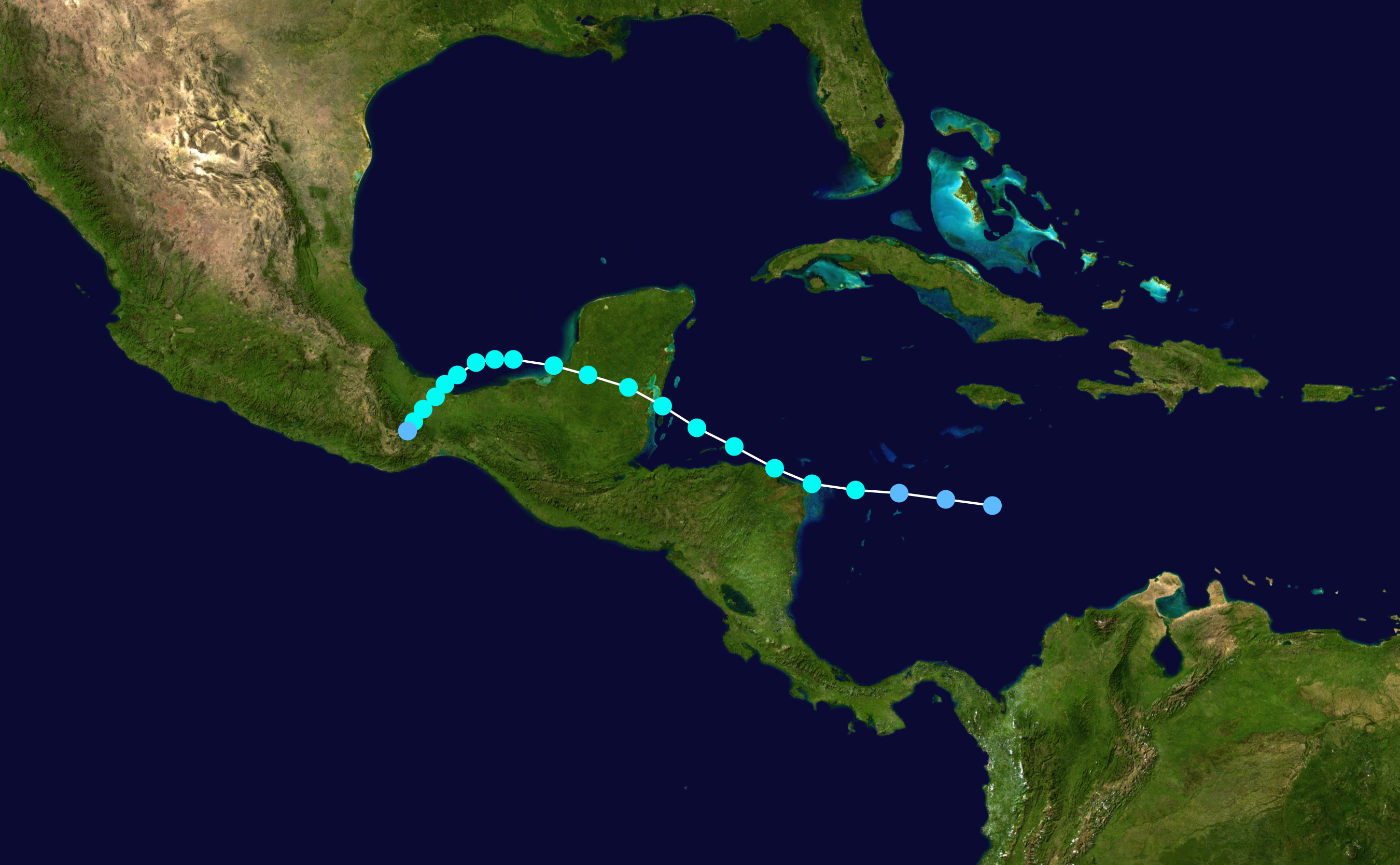
Trayectoria de la tormenta tropical Hermine.

La tormenta tropical Hermine se formó a partir de una onda tropical que surgió en el Atlántico frente a la costa de África el 11 de septiembre. Esta onda tropical no tenía una circulación bien definida. La onda tropical continuó en un curso hacia el oeste a través del Atlántico. Mientras la onda tropical se encontraba a unas pocas cientos de millas al este de las Antillas Menores, un aumento en la convección central apareció. Esto pudo haber sido por una circulación de bajo nivel. En la tarde del 17 de septiembre, un vuelo de la Fuerza Aérea investigó este sistema, aunque se descubrió pocos indicios de una circulación de bajo nivel. El sistema había cruzado las Antillas Menores el 18 de septiembre, había entrado en el Mar Caribe. Al pasar cerca de Costa Rica el 20 de septiembre, un bajo nivel de circulación se hizo más evidente en las imágenes de satélite.
En la tarde del 20 de septiembre el Centro Nacional de Huracanes comenzó a clasificar el sistema como depresión tropical Once. Fue ascendido cuando se encontraba aproximadamente a 380 km (236,12 mi) al sur de Kingston, Jamaica. La depresión tropical Once siguió hacia el noroeste por la costa noreste de Honduras. El 21 de septiembre, la depresión tropical Once pasó a ser una tormenta tropical, recibió el nombre de Hermine. Más tarde ese día, la tormenta tropical Hermine pasó a 5 millas de la costa noreste de Honduras. Un vuelo de la Reserva de la Fuerza Aérea investigó si había tocado tierra; pero había permanecido en alta mar. Después se movió hacia el noroeste de Honduras, y los vientos máximos sostenidos comenzaron a aumentar. El 22 de septiembre los vientos máximos sostenidos habían llegado a 110 km/h (68,35 mph).
Y aún mantenía esta intensidad cuando tocó tierra justo al norte de la ciudad de Belice ese mismo día. En la Península de Yucatán, la tormenta tropical Hermine se debilitó ligeramente a unos 80 km/h (49,71 mph). Emergió en el Golfo de Campeche el 23 de septiembre cerca de la frontera de los estados mexicanos de Chiapas y Campeche. Casi inmediatamente después de salir en la bahía, la tormenta tropical Hermine comenzó a volver a fortalecerse. Cambió de dirección del noroeste al norte-noroeste después de salier al golfo de Campeche. Los vientos máximos sostenidos aumentaron a 110 km/h (68,35 mph) de nuevo el 23 de septiembre, aunque estaba en su máxima intensidad este momento debido a que la presión mínima central fue menor que antes.
Alrededor de este punto, la noche del 23 de septiembre, la tormenta tropical Hermine se convirtió en estacionaria. Se debilitó ligeramente a unos 105 km/h (65,24 mph) antes de tocar tierra cerca de Coatzacoalcos, México el 24 de septiembre. Continuó moviéndose lentamente sobre el interior del México, que se tradujo en el debilitamiento rápido. A las 24 horas después de tocar tierra, era una tormenta tropical mínima. La tormenta tropical Hermine se estancó de nuevo, al mismo tiempo, también había sido degradado a depresión tropical. Hermine se mantuvo estacionaria durante varias horas más, cerca de Oaxaca. El 26 de septiembre, un centro no pudo ser localizado, por lo que fue declarado disipada en este momento. Los remanentes se movieron a lo largo de la mayor parte de la costa del Pacífico de México, los restos en última instancia, entraron en Texas antes de disiparse.

## Impacto
El pronóstico del recorrido de la tormenta tropical Hermine fue muy inexacto. Muchos predijeron un giro hacia el noroeste o norte-noroeste y su llegada a la costa noreste de México o el sur de Texas. Estas imprecisiones se produjeron incluso cuando comenzó la deriva al sur-sudoeste. A veces también fue inexacta la hora de predecir la rapidez con Hermine se disiparía. El 21 de septiembre el gobierno de Belice emitió una advertencia temporal, así como un aviso de huracán, para la mayoría de la costa oriental del país. Fue cancelado después de que la tormenta tropical Hermine se hubiera movido hacia el interior.
La tormenta tropical Hermine y sus restos causado fuertes lluvias a lo largo de la mayor parte del sur y el este de México. Las precipitaciones fueron de una máximo de 790 mm (31,1 plg) en San Pedro Tapanatepec. Cuando los restos llegaron a la costa del Pacífico de México, varias pulgadas de lluvia se registraron. No hubo informes de inundaciones en Belice u Honduras, aunque es probable que la situación fuera similar a la de México. A pesar de las inundaciones, no hubo informes de daños o víctimas mortales.
Cuando la depresión tropical Once pasó a tormenta tropical Hermine el 21 de septiembre, fue la primera vez que el nombre de Hermine fue utilizado para una tormenta con nombre del Atlántico. Debido a que los daños de la tormenta tropical Hermine fueron desconocido y no hubo víctimas conocidas, el nombre de Hermine no fue retirado en la primavera de 1981. Debido a la falta de actividad, el nombre de Hermine no se utilizó en 1986 o en 1992. El nombre de Hermine se reutilizó en 1998, 2004, y otra vez durante la tempora de 2010.